# Episodi di Dharma & Greg (seconda stagione)
La seconda stagione della serie televisiva Dharma & Greg, composta da 24 episodi, è stata trasmessa per la prima volta negli Stati Uniti da ABC dal 23 settembre 1998 al 26 maggio 1999.
In Italia è stata trasmessa in prima visione dal 1º dicembre 2001 al 16 febbraio 2002 su Italia 1.
| nº | Titolo originale                                           | Titolo italiano                    | Prima TV USA      | Prima TV Italia  |
| -- | ---------------------------------------------------------- | ---------------------------------- | ----------------- | ---------------- |
| 1  | Ringing Up Baby                                            | È arrivato un bebè                 | 23 settembre 1998 | 1º dicembre 2001 |
| 2  | It Takes a Village                                         | La libertà di decidere             | 30 settembre 1998 |                  |
| 3  | Turn Turn Turn                                             | Cerimonia mista                    | 7 ottobre 1998    |                  |
| 4  | The Paper Hat Anniversary                                  | Nozze di carta                     | 14 ottobre 1998   | 8 dicembre 2001  |
| 5  | Unarmed and Dangerous                                      | Salviamo l'anatra grigia           | 21 ottobre 1998   |                  |
| 6  | A Closet Full of Hell                                      | Bambole infernali                  | 28 ottobre 1998   | 15 dicembre 2001 |
| 7  | Valet Girl                                                 | La posteggiatrice                  | 4 novembre 1998   | 22 dicembre 2001 |
| 8  | Like, Dharma's Totally Got a Date                          | Causa per danni                    | 11 novembre 1998  | 29 dicembre 2001 |
| 9  | Brought to You in Dharmavision                             | Il fantasma indiano                | 18 novembre 1998  | 29 dicembre 2001 |
| 10 | Yes, We Have No Bananas (or Anything Else for That Matter) | Il negozio di Dharma               | 25 novembre 1998  | 30 dicembre 2001 |
| 11 | The House That Dharma Built                                | Lo squalo                          | 9 dicembre 1998   | 30 dicembre 2001 |
| 12 | Are You Ready for Some Football?                           | Foot-ball dipendente               | 16 dicembre 1998  | 5 gennaio 2002   |
| 13 | Death and Violins                                          | Morte e violini                    | 6 gennaio 1999    | 12 gennaio 2002  |
| 14 | Dharma and Greg on a Hot Tin Roof                          | Dharma e Greg sul tetto che scotta | 20 gennaio 1999   | 12 gennaio 2002  |
| 15 | Dharma and the Horse She Rode in On                        | Dharma e cavallo pazzo             | 3 febbraio 1999   |                  |
| 16 | See Dharma Run                                             | Dharma for president               | 10 febbraio 1999  | 19 gennaio 2002  |
| 17 | Run, Dharma, Run                                           | Dharma sempre in corsa             | 17 febbraio 1999  | 26 gennaio 2002  |
| 18 | See Dharma Run Amok                                        | Messaggi del corpo                 | 24 febbraio 1999  |                  |
| 19 | Everybody Must Get Stones                                  | Week-end per coppie                | 3 marzo 1999      | 2 febbraio 2002  |
| 20 | Dharma Drags Edward Out of Retirement                      | Giocare in borsa                   | 24 marzo 1999     |                  |
| 21 | It Never Happened One Night                                | Non è successo una sera            | 5 maggio 1999     | 9 febbraio 2002  |
| 22 | Bed, Bath and Beyond                                       | Oltre il muro                      | 12 maggio 1999    |                  |
| 23 | A Girl Can Dream, Can't She?                               | Un sogno con le ali                | 19 maggio 1999    |                  |
| 24 | The Dating Game                                            | Corteggiatori e svitate            | 26 maggio 1999    | 16 febbraio 2002 |

## È arrivato un bebè
- Titolo originale: Ringing Up Baby
- Diretto da: Gail Mancuso
- Scritto da: Dottie Dartland Zicklin (accreditata come Dottie Dartland) e Chuck Lorre

### Trama
Quando Donna, che lavora al supermercato dove Dharma e Greg fanno la spesa, rivela di essere stata lasciata dal fidanzato proprio quando sta per partorire, Dharma la porta a casa per la notte. Donna propone alla coppia di adottare il suo bambino. Greg inizialmente è contrario, ma alla fine acconsente.
- Ascolti USA: 14 720 000 telespettatori[17]

## La libertà di decidere
- Titolo originale: It Takes a Village
- Diretto da: Gail Mancuso
- Scritto da: Bill Prady e Regina Stewart

### Trama
Abby e Larry mettono insieme un "villaggio" improvvisato, che include un consigliere spirituale africano, un cantastorie, una cantastorie che ha fatto voto di silenzio, un'esperta di allattamento lesbica e Jane, per aiutare Dharma e Greg con il bambino. Greg si rende conto che questo implica che il villaggio viva con loro durante gli anni di formazione del bambino. Nel frattempo, Kitty si mette a letto al pensiero di diventare nonna da un giorno all'altro. Dharma promette di aiutare Kitty a realizzare le sue ambizioni matriarcali avendo "un sacco di figli", ma è colta di sorpresa dalla prima decisione di Kitty: dare al bambino il nome del ricco zio di Edward, Fergus.
- Ascolti USA: 15 030 000 telespettatori[18]

## Cerimonia mista
- Titolo originale: Turn Turn Turn
- Diretto da: Gail Mancuso
- Scritto da: Bill Prady (sceneggiatura), Regina Stewart (sceneggiatura), Dottie Dartland Zicklin (accreditata come Dottie Dartland) (soggetto) e Chuck Lorre (soggetto)

### Trama
Dharma vuole capire se i suoi genitori sono affidabili come babysitter, facendoli rimanere nel suo appartamento per la sera senza il bambino, che lei e Greg portano al cinema. Inizialmente, gli spettatori del cinema temono che il bambino pianga, ma in realtà è Dharma a singhiozzare mentre guarda il triste film. Abby si avvicina a Kitty per vedere se riescono a trovare un compromesso tra la tradizionale cerimonia di battesimo dei Montgomery e quella più insolita dei Finkelstein. Questo si traduce in una cerimonia multiculturale nell'appartamento di Dharma e Greg, che include un ministro, un rabbino e uno sciamano. Persino Kitty, con l'aiuto dei biscotti speciali di Larry, si adatta alla situazione. La serata prende una piega triste quando arriva un telegramma che informa che Donna ha cambiato idea e vuole tenere il suo bambino.
- Ascolti USA: 14 570 000 telespettatori[19]

## Nozze di carta
- Titolo originale: The Paper Hat Anniversary
- Diretto da: Amanda Bearse
- Scritto da: Bill Prady (sceneggiatura), Eric Zicklin (sceneggiatura) e Chuck Lorre (soggetto)

### Trama
Dharma e Greg inscenano un litigio per sottrarsi alle attività programmate dai rispettivi genitori, in modo da potersi allontanare per il weekend e festeggiare il loro primo anniversario. Durante il viaggio, tuttavia, Greg inavvertitamente si riferisce a Dharma definendola "volubile" e lei si vendica definendolo "un pezzo di legno". Per dimostrare la sua innata spontaneità, Greg guida in modo spericolato attraverso un campo e danneggia la loro auto. La coppia percorre a piedi diversi chilometri fino a una tavola calda, solo per scoprire che è chiusa a causa di un lutto in famiglia. Greg rompe un vetro della porta per poter usare il telefono, ma un poliziotto locale li scopre, il che spinge Dharma a dire all'agente che sono parenti dei proprietari e che sono lì per gestire la tavola calda in loro assenza. Dharma interpreta una cameriera di nome Tina, e Greg diventa Ike, il cuoco del fast food. Tutto va bene e la coppia guadagna abbastanza soldi per risarcire i proprietari della tavola calda per il vetro rotto.
- Ascolti USA: 15 890 000 telespettatori[20]

## Salviamo l'anatra grigia
- Titolo originale: Unarmed and Dangerous
- Diretto da: Gail Mancuso
- Scritto da: Noah Gregoropoulos (sceneggiatura), Julie Larson (accreditata come Julie Ann Larson) (sceneggiatura), Charles Harper Yates (soggetto)

### Trama
Dharma e Greg ricevono una chiamata che li informa che Pete ha avuto un incidente d'auto. Arrivati in ospedale, trovano Pete parzialmente immobilizzato, con entrambe le spalle lussate. Pete spiega di essere saltato fuori dall'auto, per evitare un litigio con la ragazza con cui aveva avuto un appuntamento. Greg inizialmente si oppone alla proposta di Dharma di curare Pete fino alla sua guarigione nel loro appartamento, ma alla fine acconsente. Dopo una visita illuminante all'appartamento di Pete per dare da mangiare al gatto, Dharma si impegna ad aiutarlo a guarire sia fisicamente che spiritualmente. Nel frattempo, Kitty si unisce all'iniziativa "Salva le anatre" di Abby e la convince che l'unico modo per raccogliere una grande quantità di denaro è organizzare una sontuosa cena di beneficenza, in cui verrà onorata una celebrità. Invece di "Alan Alda o uno dei ragazzi Baldwin", come immagina Abby, l'unica celebrità disponibile è il comico Andrew Dice Clay. Mentre Clay pronuncia il suo discorso di ringraziamento, l'evento, che si tiene nel luogo di riproduzione degli uccelli, viene invaso dalle anatre, mettendo tutti in fuga.
- Guest star: Andrew Dice Clay (se stesso)
- Ascolti USA: 14 130 000 telespettatori[21]

## Bambole infernali
- Titolo originale: A Closet Full of Hell
- Diretto da: Gil Junger
- Scritto da: Dottie Dartland Zicklin (accreditata come Dottie Dartland) (sceneggiatura), Fred Greenlee (sceneggiatura) e Chuck Lorre (soggetto)

### Trama
Dharma e Greg scoprono una porta nascosta nel loro armadio, che li conduce in una soffitta piena di bambole. Greg impacchetta le bambole per donarle in beneficenza, ma il giorno dopo vengono ritrovate nella loro posizione originale. Questo, e la scoperta di bambole che assomigliano alla coppia, convince Dharma di aver scoperto un portale per l'inferno. Abby tenta di liberare lo spazio dagli spiriti maligni, ma invano. Mentre tornano in soffitta, la coppia viene spaventata da un'anziana donna che appare improvvisamente da una botola. La donna spiega di essere la loro vicina, che le bambole sono sue e che lo spazio è in realtà la sua soffitta. In una sottotrama, Larry prepara un tavolo per Kitty ed Edward.
- Ascolti USA: 15 370 000 telespettatori[22]

## La posteggiatrice
- Titolo originale: Valet Girl
- Diretto da: Gail Mancuso
- Scritto da: Fred Greenlee (sceneggiatura), Bill Prady (sceneggiatura) e Chuck Lorre (soggetto)

### Trama
La cameriera di Kitty, Celia, annuncia che si sposa e invita Dharma e Greg al matrimonio. Kitty è ferita dal fatto di non essere stata invitata, e Dharma riesce a ottenere un invito da Celia. Quando la coppia arriva in chiesa, Celia li informa che il posteggiatore non si è presentato all'appuntamento. Dharma le dice che lei e Greg faranno da posteggiatori. Una delle invitate al matrimonio, Ynez, nipote di Celia, arriva e riconosce Greg. Greg racconta a Pete che Ynez, quando era stata con i suoi genitori anni prima, è stata la prima donna con cui ha avuto un rapporto sessuale. Quando il marito di Ynez lo viene a sapere, Greg deve ammettere imbarazzato che lui e Ynez in realtà non hanno dormito insieme. Piuttosto, Greg ha avuto un'eiaculazione precoce, cosa che diverte il marito di Ynez. Nel frattempo, Kitty scopre di non sapere nulla del passato di Celia e le dice che cercherà di essere più amichevole con lei in futuro. Poi lei e Dharma se ne vanno a bordo della Ferrari di un ospite, che Dharma ha utilizzato per fare un giro di piacere anziché parcheggiarla.
- Ascolti USA: 15 250 000 telespettatori[23]

## Causa per danni
- Titolo originale: Like, Dharma's Totally Got a Date
- Diretto da: J.D. Lobue
- Scritto da: Regina Stewart (sceneggiatura), Eric Zicklin (sceneggiatura) e Dottie Dartland Zicklin (accreditata come Dottie Dartland) (soggetto)

### Trama
Dharma accetta l'invito di un fattorino un po' nerd, Donald, ad accompagnarlo al ballo della scuola superiore. Mentre vanno a comprare un vestito, Dharma e Jane incontrano due compagni di classe di Donald e lo lodano. Al ballo, i compagni di classe di Donald rimangono colpiti dalla sua capacità di ottenere un appuntamento con una donna come Dharma, e lui finisce per lasciare Dharma per stare con i suoi coetanei. Nel frattempo, Kitty cade a terra e si fa male al sedere quando Larry la spaventa inavvertitamente mentre suona la chitarra. In seguito, gli fa causa per l'umiliazione di doversi sedere su un cuscino gonfiabile a forma di ciambella, che ha prodotto un suono flatulento di fronte al sindaco di San Francisco. Si tiene un'udienza nell'appartamento della giovane coppia, con Pete come arbitro. Kitty non riesce a dimostrare con successo che il suono provenisse effettivamente dal cuscino e non da lei.
- Ascolti USA: 15 550 000 telespettatori[24]

## Il fantasma indiano
- Titolo originale: Brought to You in Dharmavision
- Diretto da: Chuck Lorre
- Scritto da: Bill Prady (sceneggiatura), Regina Stewart (sceneggiatura) e Chuck Lorre (soggetto)

### Trama
Dharma sente di aver perso il contatto con le sue radici e attraversa una crisi d'identità quando riceve la visita dello spirito di George, un anziano nativo americano che conosceva in vita. Le dice in modo criptico di andare nel bosco, dove dovrà "salvare il giovane". Dharma si reca al bosco di sequoie con Jane. Al loro accampamento, Dharma si spaventa quando trova un cucciolo d'orso nella sua tenda. Tuttavia, se lo ingrazia rapidamente e capisce che è lui il "giovane" a cui George si riferiva. Nel frattempo, Greg chiede a Larry di accompagnarlo nel bosco per trovare Dharma. Lì, vengono inseguiti dalla madre del cucciolo e alla fine incontrano Dharma e Jane. I quattro si ritirano nel furgone di Larry, ma lui non riesce a metterlo in moto, dicendo che qualcuno deve andare a dargli una spinta. Dharma provoca la madre orsa, che dà al furgone la spinta necessaria.
- Ascolti USA: 13 320 000 telespettatori[25]

## Il negozio di Dharma
- Titolo originale: Yes, We Have No Bananas (or Anything Else for That Matter)
- Diretto da: Ellen Gittelsohn
- Scritto da: Charles Harper Yates (sceneggiatura), Eric Zicklin (sceneggiatura) e Regina Stewart (soggetto)

### Trama
Greg è euforico quando il suo capo, il signor Clayborn, gli assegna una valutazione superiore, ma è costernato nello scoprire che l'incompetente Pete ha ricevuto la stessa valutazione. Nonostante i tentativi di Greg di convincere Clayborn a distinguere tra due scenari diversi (Tahiti contro Buffalo come destinazione per la luna di miele, pane appena sfornato contro pane ammuffito del supermercato), Clayborn affida a Pete il compito di gestire il tutto quando va in malattia. Nel frattempo, Dharma affitta un negozio vuoto senza sapere cosa vuole venderci. Greg insiste che sia lei a dover decidere, ma lei lo convince che è contenta di offrire solo un luogo dove degli sconosciuti possano incontrarsi e interagire. In una sottotrama, i genitori della coppia provano una barca venduta dall'amico di Larry. Mentre sono in mare, un leone marino ribelle salta a bordo e tiene in ostaggio i quattro.
- Ascolti USA: 12 660 000 telespettatori[26]

## Lo squalo
- Titolo originale: The House That Dharma Built
- Diretto da: Gail Mancuso
- Scritto da: Chuck Lorre e Bill Prady

### Trama
Dharma lotta per salvare la casa della sua infanzia quando David Saunders, un avido costruttore con cui Greg è andato a scuola, fa pressione sui suoi genitori affinché la vendano. Nel tentativo di convincerlo a cambiare idea, invita Saunders e la sua insoddisfatta moglie, Patty, a cena, solo per scoprire che in realtà è tanto spregiudicato e ripugnante quanto Greg lo aveva descritto. Dopo aver respinto le avances sessuali di Saunders su un trampolino a casa dei suoi genitori, Dharma chiede a Kitty di aiutarlo a escogitare un piano per screditarlo. In seguito, Dharma e Jane vanno a casa di Saunders di notte per rovistare nella sua spazzatura alla ricerca di prove incriminanti. Presto vengono raggiunti da Greg e Pete. Quando alcuni agenti dell'IRS compaiono all'improvviso, Patty, ubriaca, esce di casa e si offre di fornire agli agenti i documenti finanziari sospetti del marito, salvando così la casa di Larry e Abby.
- Ascolti USA: 15 110 000 telespettatori[27]

## Foot-ball dipendente
- Titolo originale: Are You Ready for Some Football?
- Diretto da: Gail Mancuso
- Scritto da: Fred Greenlee (sceneggiatura), Eric Zicklin (sceneggiatura) e Bill Prady (soggetto)

### Trama
Greg convince Dharma ad accompagnare lui e Pete a una partita di football, nonostante lei abbia da sempre un'avversione per gli sport agonistici. Una volta arrivati allo stadio, Greg non è preparato all'improvvisa e totale trasformazione di Dharma in una tifosa accanita. Tuttavia, quando lei si intrufola in una partita nel bel mezzo di una cena con i propri genitori, Greg capisce che sua moglie ha bisogno di aiuto e decide di intervenire con l'aiuto del quarterback dei San Francisco 49ers, Steve Young.
- Guest star: Steve Young (se stesso).
- Ascolti USA: 11 500 000 telespettatori[28]

## Morte e violini
- Titolo originale: Death and Violins
- Diretto da: Dottie Dartland Zicklin (accreditata come Dottie Dartland)
- Scritto da: Dottie Dartland Zicklin (accreditata come Dottie Dartland) e Chuck Lorre

### Trama
I Montgomery vanno a trovare Beatrice, la madre morente di Edward. Dharma e Beatrice sono le uniche disposte a riconoscere l'imminente morte dell'anziana donna. Lì, Dharma nota un violino – che si rivela essere uno Stradivari dal valore inestimabile – e chiede a Beatrice se può averlo. Beatrice acconsente e Dharma inizia a esercitarsi, evitando le lezioni formali, con grande sgomento di Greg. Kitty rivela a Dharma che Beatrice le è sempre stata ostile e si è rifiutata di darle un anello di famiglia. Quando i Montgomery vanno a trovare Beatrice per ricucire i rapporti, scoprono che è morta. Al funerale, Dharma toglie l'anello dalla mano di Beatrice e lo dà a Kitty, dicendo che l'ultimo desiderio di Beatrice era che lo avesse lei. Come omaggio a Beatrice, Dharma suona una versione disarmonica dei "Tre topi ciechi", l'unica canzone che conosce. Dopo il funerale, con grande gioia di Greg, Dharma accetta di prestare il violino al suo insegnante, solo per comunicargli poi che ha intenzione di imparare a suonare il trombone.
- Ascolti USA: 17 940 000 telespettatori[29]

## Dharma e Greg sul tetto che scotta
- Titolo originale: Dharma and Greg on a Hot Tin Roof
- Diretto da: Gail Mancuso
- Scritto da: Dottie Dartland Zicklin (accreditata come Dottie Dartland) e Regina Stewart

### Trama
Facendo un gioco di ruolo in un negozio di articoli da golf, la coppia finge un accento del Sud e finisce per ingraziarsi un autentico sudista, che si rivela essere il giudice federale davanti al quale Greg dovrà discutere di un caso il giorno dopo. Dopo una serata di panico, decide di continuare a parlare con l'accento del Sud e vince la causa a mani basse (sconcertando Pete). Ma scopre di esserci riuscito fin troppo bene: il giudice Harper diventa il migliore amico e compagno inseparabile della coppia, e Greg si dispera all'idea di dover continuare a fingere per sempre, soprattutto quando il giudice si presenta per incontrare l'intera famiglia allargata.
- Ascolti USA: 14 720 000 telespettatori[30]

## Dharma e cavallo pazzo
- Titolo originale: Dharma and the Horse She Rode in On
- Diretto da: Robert Berlinger
- Scritto da: Julie Larson (accreditata come Julie Ann Larson) (sceneggiatura), Charles Harper Yates (sceneggiatura) e Regina Stewart (soggetto)

### Trama
È il compleanno di Dharma, ma la sorpresa che riceve non è quella che Greg aveva pianificato. Prima i suoi genitori li portano a una finta caccia alla volpe, e lo stallone selvaggio e incontrollabile della scuderia diventa docile come un agnello non appena incontra Dharma. Lo stalliere Joaquin giura che è perché il cavallo si è follemente innamorato di Dharma, e in effetti il cavallo inizia a presentarsi all'improvviso all'appartamento. Nel frattempo, la vecchia fiamma di Greg, Barbara, viene assegnata a lavorare con lui su un caso con scadenza imminente.
- Ascolti USA: 16 600 000 telespettatori[31]

## Dharma for president
- Titolo originale: See Dharma Run
- Diretto da: Robert Berlinger (accreditato come Bob Berlinger)
- Scritto da: Regina Stewart (sceneggiatura), Sid Youngers (sceneggiatura) e Chuck Lorre (soggetto)

### Trama
Dopo un'esperienza disumanizzante con la burocrazia, Dharma trova l'ispirazione per candidarsi e, grazie a un paio di strampalati avversari e a un cospicuo contributo elettorale di Edward, potrebbe avere una vera possibilità. Nel frattempo, Pete e Jane trovano un modo scioccante per combattere la malinconia di trovarsi soli a San Valentino.
- Ascolti USA: 15 280 000 telespettatori[32]

## Dharma sempre in corsa
- Titolo originale: Run, Dharma, Run
- Diretto da: Gail Mancuso
- Scritto da: Don Foster (sceneggiatura), Eric Zicklin (sceneggiatura) e Dottie Dartland Zicklin (accreditata come Dottie Dartland) (soggetto)

### Trama
Con l'avvicinarsi del giorno delle elezioni, la relazione tra Dharma e Greg si incrina a causa di scontri sulla strategia elettorale di lei. Nel frattempo, un avversario aggressivo potrebbe davvero rovinare i piani di Dharma.
- Ascolti USA: 14 630 000 telespettatori[33]

## Messaggi del corpo
- Titolo originale: See Dharma Run Amok
- Diretto da: Will Mackenzie
- Scritto da: Don Foster (sceneggiatura), Regina Stewart (sceneggiatura), Dottie Dartland Zicklin (accreditata come Dottie Dartland) (soggetto) e Chuck Lorre (soggetto)

### Trama
Nella fase finale della sua campagna elettorale per il Consiglio dei Supervisori (consiglio comunale) di San Francisco, Dharma si riempie le viscere di onestà raccogliendo reazioni tiepide o negative del pubblico e impara da Greg a dire ciò che la gente vuole sentirsi dire senza dire nulla. Diventa dipendente dagli applausi, abbastanza da mentire a tutti ed essere creduta, dato che non ha precedenti. Ma è il suo corpo a insegnarle che mentire può causare raffreddore, influenza, eruzioni cutanee, orzaioli, piaghe essudanti e persino un attacco di gotta che la rendono brutta e cattiva. Finisce così per rifiutare l'offerta della concorrente Karen Love di diventare sua consigliera e crolla durante un dibattito televisivo, definendo se stessa una pessima bugiarda e Greg un pessimo amante a letto la sera prima. Tuttavia, l'elettorato sembra reagire bene a questa rinfrescante onestà.
- Ascolti USA: 12 150 000 telespettatori[34]

## Week-end per coppie
- Titolo originale: Everybody Must Get Stones
- Diretto da: Will Mackenzie
- Scritto da: Bill Prady e Sid Youngers

### Trama
Dharma e Greg, insieme ai loro genitori, a Pete e Jane, partecipano a un ritiro di coppia. Quando falliscono ripetutamente i test progettati per dimostrare la forza della loro relazione (che Pete e Jane vincono sistematicamente), ricorrono a misure disoneste. Durante un periodo di punizione, si rendono conto che, pur essendosi sposati senza sapere praticamente nulla l'uno dell'altra, la loro relazione è solida. Nel frattempo, Kitty ed Edward riaccendono la loro storia d'amore quando si perdono nel bosco durante la notte.
- Ascolti USA: 15 870 000 telespettatori[35]

## Giocare in borsa
- Titolo originale: Dharma Drags Edward Out of Retirement
- Diretto da: Gail Mancuso
- Scritto da: Don Foster (sceneggiatura), Regina Stewart (sceneggiatura), Chuck Lorre (soggetto) e Bill Prady (soggetto)

### Trama
Quando Greg, piuttosto riluttante, dà a Dharma metà del suo conto di investimento online, lei diventa ossessionata dal profitto (arrivando persino a chiedere prestiti ai genitori), ma segue imprudentemente un consiglio di un amico di Larry e investe tutto in un'azienda di San Francisco che rapidamente fallisce ulteriormente. Quando chiede aiuto a Edward, da poco in pensione, lui rilancia rapidamente l'attività, che tra l'altro commercializza moda femminile per uomo; ma Kitty obietta che gli anni d'oro di Edward erano riservati a lei.
- Ascolti USA: 15 880 000 telespettatori[36]

## Non è successo una sera
- Titolo originale: It Never Happened One Night
- Diretto da: Gail Mancuso
- Scritto da: Julie Larson (accreditata come Julie Ann Larson) (sceneggiatura), Bill Prady (sceneggiatura), Dottie Dartland Zicklin (accreditata come Dottie Dartland) (soggetto) e Chuck Lorre (soggetto)

### Trama
Dharma spinge la forza d'animo della suocera al limite quando consegna a Kitty un premio a un pranzo al country club, per poi distruggerle l'auto. L'episodio si conclude con una battaglia di cibo tra Kitty e Dharma. Nel frattempo, Greg diventa l'avvocato di Pete e Jane.
- Ascolti USA: 11 880 000 telespettatori[37]

## Oltre il muro
- Titolo originale: Bed, Bath and Beyond
- Diretto da: Gail Mancuso
- Scritto da: Fred Greenlee (sceneggiatura), Julie Larson (accreditata come Julie Ann Larson) (soggetto) e Eric Zicklin (soggetto)

### Trama
Greg è costretto ad adattarsi quando Larry apporta qualche miglioria al loft e fa entrare più di una semplice doccia; e Dick Clark fa visita durante la surreale sequenza di flashback di Edward.
- Guest star: Dick Clark (se stesso).
- Ascolti USA: 11 380 000 telespettatori[38]

## Un sogno con le ali
- Titolo originale: A Girl Can Dream, Can't She?
- Diretto da: Amanda Bearse
- Scritto da: Don Foster (sceneggiatura), Sid Youngers (sceneggiatura) e Dottie Dartland Zicklin (accreditata come Dottie Dartland)

### Trama
Greg scopre che dovrebbe prestare maggiore attenzione all'intuito della moglie quando Dharma ha un incubo e lo implora di non partire per un viaggio d'affari.
- Ascolti USA: 12 420 000 telespettatori[39]

## Corteggiatori e svitate
- Titolo originale: The Dating Game
- Diretto da: Gail Mancuso
- Scritto da: Chuck Lorre e Bill Prady

### Trama
Quando Dharma e Greg decidono di andare a un primo appuntamento per rincontrarsi alla vecchia maniera, il loro corteggiamento non va come previsto: Dharma, infuriata, torna a vivere con i suoi genitori e si rifiuta di parlare con un Greg pentito.
- Ascolti USA: 13 180 000 telespettatori[40]